# ホセ・ホドウホ・コスタ・メール
ホセ・ホドウホ・コスタ・メール（José Rodolfo Costa Mehl、1953年10月7日 - ）は、ブラジル出身のサッカー指導者。

## 経歴
レヴィー・クルピの盟友で、数々のクラブでフィジカルコーチを歴任。ブラジルにいた時には三浦知良を指導したことがある。
2009年から2011年にかけてセレッソ大阪のフィジカルコーチを務め、一度チームを離れたが2013年に復帰。同年シーズン終了後、退任した。

## 指導歴
- 1989年 - 1990年  コリチーバFC フィジカルコーチ
- 1991年  アトレチコ・ゴイアニエンセ フィジカルコーチ
- 1991年  AAインテルナシオナル (リメイラ) フィジカルコーチ
- 1995年 - 1996年  アトレチコ・パラナエンセ フィジカルコーチ
- 1996年  クリシューマEC フィジカルコーチ
- 1998年  AAインテルナシオナル (リメイラ) フィジカルコーチ
- 1999年  コリチーバFC フィジカルコーチ
- 2000年 - 2002年  アトレチコ・ミネイロ フィジカルコーチ
- 2003年  フォルタレーザEC フィジカルコーチ
- 2004年  ボタフォゴFR フィジカルコーチ
- 2004年  アトレチコ・パラナエンセ フィジカルコーチ
- 2005年  ADサンカエターノ フィジカルコーチ
- 2005年  クルゼイロEC フィジカルコーチ
- 2007年  ゴイアスEC フィジカルコーチ
- 2007年  フォルタレーザEC フィジカルコーチ
- 2009年 - 2011年  セレッソ大阪 フィジカルコーチ
- 2013年  セレッソ大阪 フィジカルコーチ